# Sporoxeia
Sporoxeia es un género  de plantas fanerógamas pertenecientes a la familia Melastomataceae. Comprende 4 especies descritas y de estas, solo 2 aceptadas.

## Taxonomía
El género fue descrito por William Wright Smith y publicado en Notes from the Royal Botanic Garden, Edinburgh 10(46): 69–70. 1917.

## Especies aceptadas
A continuación se brinda un listado de las especies del género Sporoxeia  aceptadas hasta febrero de 2013, ordenadas alfabéticamente. Para cada una se indica el nombre binomial seguido del autor, abreviado según las convenciones y usos:
- Sporoxeia clavicalcarata C. Chen
- Sporoxeia sciadophila W.W. Sm.